# Paternoster (sznur modlitewny)
Paternoster – sznur modlitewny z koralikami, niepołączony, na końcach często przyozdobiony chwastami, służący w średniowieczu do odmawiania przez mnichów modlitwy Ojcze nasz (po łacinie Pater noster).
Koraliki, w liczbie od 10 do 150, wykonane były ze szlachetnego materiału (pereł, bursztynu, złota) lub z drewna.